# Nik Caner-Medley
Niklas Anthony „Nik“ Caner-Medley (* 20. Oktober 1983 in Beverly, Massachusetts) ist ein ehemaliger US-amerikanischer Basketballspieler, der seit Dezember 2011 auch die Staatsbürgerschaft von Aserbaidschan besitzt.
Nach dem Ende seines Studiums begann Caner-Medley eine Karriere als Profi mit mehreren Stationen in der spanischen Liga ACB, nachdem er sich keinen Platz in einem Kader eines Klubs in der NBA erspielen konnte. In der Basketball-Bundesliga 2006/07 wurde Caner-Medley mit den Artland Dragons deutscher Vizemeister und -pokalsieger. Im Eurocup 2011/12 erreichte er das Finale mit dem Valencia Basket Club und wurde unter die fünf besten Spieler dieses Wettbewerbs gewählt.

## Karriere
Caner-Medley war schon in der High School ein vielbeachteter und talentierter Basketballspieler, der während seiner Zeit an der Deering High School in Portland (Maine) zum „High-School-Spieler des Jahres“ 2002 des US-Bundesstaates Maine ernannt wurde. Zum Studium wechselte Caner-Medley an die University of Maryland, College Park, deren Hochschulmannschaft Terrapins, auch kurz Terps genannt, in der Atlantic Coast Conference (ACC) der NCAA spielt. Mit dem Gewinner der landesweiten NCAA-Endrunde von 2002 erreichte er in den folgenden beiden Jahren erneut die Endrunde, ohne an den Erfolg von 2002 anknüpfen zu können. Hatte man 2003 als Titelverteidiger noch das Achtelfinale erreicht, verlor man 2004 als Gewinner der spielstarken ACC-Meisterschaft bereits in der zweiten Runde gegen den NCAA-Titelverteidiger Orangemen der Syracuse University. In den darauffolgenden beiden Jahren gelang den Terps, bei denen Caner-Medley unter anderem mit Ekene Ibekwe zusammenspielte, der später auch einmal bei den Artland Dragons in Deutschland unter Vertrag stand, nicht mehr der Einzug in die Endrunde der NCAA-Meisterschaft, sondern nur noch Teilnahmen am National Invitation Tournament (NIT). Im NIT erreichte man 2005 das Halbfinale, in dem man gegen den späteren Titelgewinner Gamecocks der University of South Carolina unterlag.
Nachdem Caner-Medley in der NBA-Draft 2006 nicht ausgewählt worden war, wurde er von den Detroit Pistons für die NBA Summer League verpflichtet, in der er sich jedoch einen Bruch im Fuß zuzog, der ihn zu einer mehrmonatigen Pause zwang. Im Februar 2007 kehrte er aufs Feld zurück und gab sein Debüt als Profi bei den Artland Dragons aus der Samtgemeinde Artland in der Bundesliga-Saison 2006/07. Ende April 2006 verlor man das Pokalendspiel gegen den damaligen Meister RheinEnergie Köln knapp mit zwei Punkten. Während sich Caner-Medley anschließend einen Mittelhandbruch zuzog, besiegten seine Mannschaftskameraden auch ohne ihn in den Play-offs um die Meisterschaft den Hauptrundenersten Alba Berlin und den Titelverteidiger RheinEnergie Köln und zogen erstmals in die Finalserie um die Meisterschaft ein. Dort unterlag man jedoch trotz der Unterstützung des genesenen Caner-Medley gegen die Brose Baskets aus Bamberg. Im Sommer 2007 spielte er in der NBA-Sommerliga für die Sacramento Kings, die ihn jedoch nicht für die Spielzeit unter Vertrag nahmen, so dass er schließlich die Spielzeit 2007/08 für die Skyforce aus Sioux Falls in der NBA Development League in Angriff nahm.
Ende Dezember 2007 kehrte Caner-Medley bereits nach Europa zurück und unterschrieb einen Vertrag beim Klub aus Gran Canaria in der spanischen Liga ACB. Caner-Medley wurde zum Most Valuable Player (MVP) des 20. Spieltags der Liga ACB ernannt, verpasste aber mit seinem Verein auf dem neunten Platz nach der Hauptrunde knapp den Einzug in die Play-offs um die spanische Meisterschaft. Mit Cajasol aus Sevilla schaffte er in der folgenden Spielzeit 2008/09 nur den Klassenerhalt in der höchsten spanischen Spielklasse. Nachdem er in der NBA Summer League 2008 für die Los Angeles Lakers gespielt hatte, blieb ihm bei seinem Engagement für die Los Angeles Clippers in der NBA Summer League 2009 ebenfalls ein Vertrag für eine komplette NBA-Saison verwehrt. In den folgenden beiden Spielzeiten spielte er für CB Asefa Estudiantes aus der spanischen Hauptstadt Madrid. In der Saison 2009/10 wurde er als Spieler des Monats Mai 2010 ausgezeichnet, verlor aber in der ersten Runde der Play-offs gegen den baskischen Verein und späteren Titelgewinner Caja Laboral. In der folgenden Spielzeit 2010/11 wurde er gar unter die fünf besten Spieler der gesamten Spielzeit gewählt, nachdem er viermal Spieler des Spieltags und dreimal Spieler des Monats war sowie am Saisonende die beste durchschnittliche Effektivität aller Spieler der Liga ACB aufwies. Sein Verein Asefa Estudiantes konnte jedoch nicht die Play-offs um die Meisterschaft erreichen.
Für die Spielzeit 2011/12 wurde Caner-Medley vom Basketballklub aus Valencia verpflichtet. Mit diesem schied er in der Halbfinalserie der Meisterschafts-Play-offs gegen Titelverteidiger FC Barcelona aus, der später erneut die Meisterschaft gewann. Nachdem er mit Asefa Estudiantes im Eurocup 2010/11 im Viertelfinale ausgeschieden war, erreichte er mit Valencia im Eurocup 2011/12 das Endspiel, das gegen Gastgeber BK Chimki verloren ging. Caner-Medley erzielte im Endspiel mit 23 Punkten und elf Rebounds ein Double-double und einen Finalrekord-Effektivitätswert von 38, nachdem er zuvor bereits unter die fünf besten Spieler des Wettbewerbs gewählt worden war. Im Dezember 2011 erhielt Caner-Medley wie sein ebenfalls in Spanien tätiger Landsmann Jaycee Carroll die Staatsbürgerschaft von Aserbaidschan. Im Unterschied zu Carroll nahm Caner-Medley im Sommer 2012 jedoch nicht an der Qualifikation für die Basketball-Europameisterschaft 2013 teil, in der die aserbaidschanische Basketballnationalmannschaft unter anderem gegen Deutschland ausschied. Für die folgende Spielzeit 2012/13 wurde Caner-Medley dann vom israelischen Serienmeister Maccabi Tel Aviv unter Vertrag genommen. Mit Maccabi nahm Caner-Medley dann auch erstmals am höchsten europäischen Vereinswettbewerb EuroLeague 2012/13, wo man jedoch bereits in den Viertelfinal-Play-offs glatt gegen Real Madrid ausschied. Im Endspiel der israelischen Meisterschaft musste man überdies eine seltene Niederlage gegen Maccabi Haifa einstecken und konnte den nationalen Meisterschaftstitel nicht verteidigen.
Bereits nach einer Saison kehrte Caner-Medley in die Liga ACB nach Spanien zurück und spielte in der Saison 2013/14 für den Euroleague-Teilnehmer Unicaja Málaga. Mit BK Astana wurde er 2015 kasachischer Meister und gewann mit AS Monaco in der Saison 2016/17 den französischen Ligapokal. Von 2017 bis 2019 spielte der US-Amerikaner erneut für Estudiantes in Spanien.
Im Spieljahr 2019/20 erzielte er für die japanische Mannschaft Ibaraki Robots im Schnitt 18,5 Punkte und 8,5 Rebounds je Begegnung, in der Sommerpause 2020 wechselte er zu Fos Provence Basket in die zweite französische Liga. Im Juni 2022 gab Caner-Medley das Ende seiner Leistungssportlaufbahn bekannt, nachdem er in der Saison 2021/22 wegen Kniebeschwerden nur ein Spiel bestritten hatte.

## Erfolge
- Pokalsieger Israel 2013
- Meister Kasachstan 2015
- All-Eurocup First Team 2011/12